# 청춘 소설
청춘 소설(靑春小說)이란 연애 소설이나 모험 소설 같이 소설 전체에서 어느 기준으로 작게 분류된 소설을 나타내며, 그 이야기의 주인공, 또는 주인공을 포함한 등장 인물들이 젊으며, 그 내용이 모라토리엄에서만 체험할 수 없는 것 같은 어느 일정한 기준을 만족시킨 소설을 나타낸다. 등장 인물의 나이나 테마로부터 교양 소설의 체계를 잡는 경우도 많다.